# Базельська голубка
«Базельська голубка» (нім. Basler Taube; алем. Basler Dybli) — філателістична назва першої і єдиної стандартної поштової марки швейцарського кантону Базель 1845 року.

## Опис
Номінал — 2½ раппени. Марку було розроблено архітектором Мельхіором Беррі. На ній зображено білу голубку, що несе лист у дзьобі, виконано тисненням. Це перша трибарвна марка у світі, надрукована чорним, темно-червоним і синім кольорами.

## Історія
Марка була випущена 1 липня 1845 року. Друкувалася фірмою «Кребс» у Франкфурті-на-Майне. Знаходилася у поштовому обороті до 30 вересня 1854 року.
Мельхіором Беррі була також виконана поштова скринька із зображенням «Базельської голубки», яка укріплена у Базелі на міських середньовічних воротях Шпалентор.

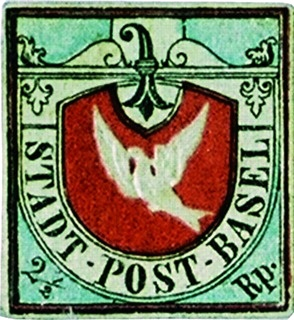
Марка з помилкою друкарської пластини нім. "Haube auf Taube" ("Чубок на голубці")
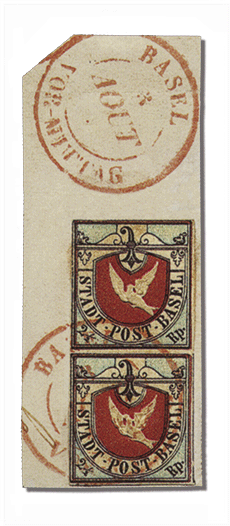
Вертикальне зчеплення "Базельської голубки" з помилкою "Haube auf Taube" і поштовим штемпелем "BASEL 3 AOUT VOR - MITTAG" - єдиним відомим гасінням "до обіду"  ("VOR-MITTAG"). Продана на 96-му аукціоні Corinphila у березні 1997 року за 170000 швейцарських франків

## Ресурси Інтернету
- «Базельська голубка» [Архівовано 9 травня 2017 у Wayback Machine.] на сайті «Rare Stamps» [Архівовано 3 травня 2017 у Wayback Machine.](англ.)